# Caserne Saint-Martin
La caserne Saint-Martin est un ensemble de bâtiments et terrains militaires situés à Montélimar, qui servit à l'armée entre 1731 et 2000.
Construite à partir de 1731, la caserne connaît une seconde phase d'agrandissement en 1880, pour permettre l'accueil d'un régiment complet. En 1936, elle loge pour un temps des réfugiés de la guerre d’Espagne, puis héberge des régiments variés durant la Seconde Guerre mondiale, avant de servir temporairement de centre de détention pour les prisonniers allemand. À partir de 1953, son activité militaire se réoriente vers la formation aux techniques de transmission, notamment via l'accueil des conscrits jusqu'en 1996. Le dernier régiment quitte les lieux en 2000, peu de temps après la suspension du service national. Au cours de ses différentes affectations, la caserne a accueilli jusqu'à 2 500 hommes simultanément.
À la suite de l'acquisition par la mairie des bâtiments et terrains en 2003, un nouveau quartier y est terminé en 2010, mêlant réhabilitation et construction de logements neufs.

## Bâtiments et terrains
La caserne a été construite à partir de 1731 à Montélimar, en raison de sa position dans la vallée du Rhône,.
Du temps où la caserne était occupée par les militaires, les trois bâtiments principaux (en forme de U) accueillaient le personnel. Ces bâtiments étaient entourés par le plateau technique, regroupant des infrastructures nécessaires à la vie militaire (gymnase, atelier, garage terrain sportif...), qui a couvert jusqu'à 8 hectares.
Ces espaces ont été rétrocédés à la ville en 2003 après la fin de la conscription obligatoire en 1997, puis reconvertis en quartiers résidentiels pour le plateau technique, et en maisons des services publics pour les trois bâtiments principaux.

## Historique

### Construction
Montélimar, par sa position idéale dans la vallée du Rhône est depuis l’époque romaine une ville d'étape importante pour les troupes armées. Avant la fin du XVIIe siècle il n'y avait aucune caserne, les premières font leur apparition durant ce siècle mais se développent peu car Louis XIV, pour des raisons budgétaires, n'y est pas favorable. Les troupes doivent donc loger chez l'habitant, ce qui représentait une lourde charge. Il faut attendre la régence de Philippe d'Orléans pour que soit ordonnée en 1719 la construction de 496 casernes au travers du pays, afin d’y abriter les bataillons de cavalerie et d'infanterie. Montélimar figure sur la liste, mais la ville peine à trouver les financements, la construction d'une caserne étant estimée à 75 000 livres. Pour faire preuve de sa bonne volonté, la ville de Montélimar augmente ses impôts pendant six ans, ce qui lui permet, couplé avec un allègement des taxes de l’état, de bénéficier des ressources nécessaires.

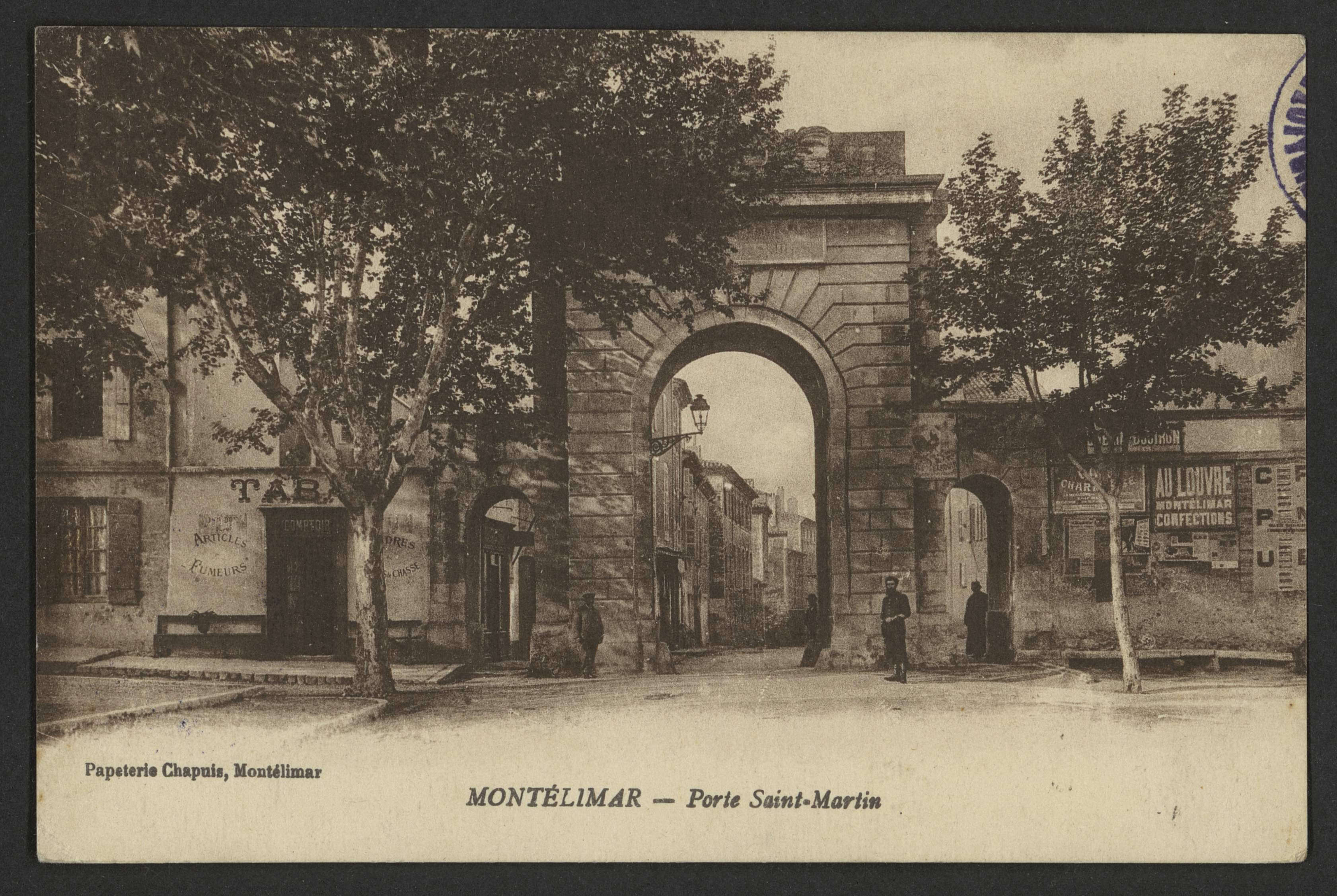
La porte Saint-Martin à Montélimar, toujours visible.

En 1731 un terrain de 63 toises de long et 17 toises de large (123 mètres ; et 30 mètres) est acheté pour 1817 livres à la famille La Coste, situé au Nord de la ville à l'extérieur des remparts (pour que la future construction n'entrave pas l'agrandissement de la ville), le long de la route royale reliant Montélimar à Valence et près de la porte Saint Martin. La caserne sera ainsi baptisée "caserne Saint Martin",.
Gaspard Moïse de Fontanieux, intendant du Dauphiné confie en 1732 les travaux aux Sieurs Charron et Rolland, respectivement ingénieur et inspecteur des ponts et chaussées. Commence alors la construction de deux pavillons de 52 mètres de long et 20 mètres de large, abritant chacun 85 chambres de 5 lits (suivant le principe de la Banette chaude, six soldats partagent le lit trois places cela permet de recevoir un régiment, soit environ 1300 hommes). Il s'agit d'une garnison d'infanterie, aucune écurie n'est prévue lors de la construction qui s'étale sur onze années.
En 1743 le premier bâtiment est terminé et inauguré par le régiment de Gâtinais,, avec pour casernier Claude Guynet. Ce premier édifice aura coûté 121 021 livres, plus 40 000 livres de mobilier, ce qui portera le total des coûts de construction à environ 160 000 livres, bien plus que les 75 000 prévus.Cette première bâtisse reste insuffisante pour accueillir un régiment et de nombreux soldats doivent toujours loger chez l'habitant.
Le contrat sur le deuxième pavillon est résilié en 1756 puisque seules les fondations sont posées. Il ne verra le jour que 100 ans plus tard.

### Événements marquants
En 1790, dans le contexte de la révolution française et sous la houlette du premier maire de la ville, Bauthéac de Grandval, la caserne est en partie rénovée (fenêtres, portes...) et de la toile est achetée pour réaliser 250 draps neufs afin de remplacer les anciens très dégradés. Mais c'est surtout la réduction du nombre de soldats par chambre, pour ne plus faire dormir que deux hommes par lit comme cela avait été prescrit en 1787, qui marque un réel changement.
Le gouvernement s'empare en 1793 de la caserne et déplace son matériel à Grenoble et Montpellier. Il s'ensuit une période instable, aucune garnison définitive n'établit ces quartiers et la ville en subit les conséquences économiques.
Après plusieurs réclamations, la municipalité, par le décret du 3 octobre 1810, se voit restituer la caserne et ses redevances. Cependant le matériel déplacé ne sera jamais retourné ou remboursé. Très vite des tensions s'installent sur la gestion de la caserne, la municipalité se considérant propriétaire, inscrit ce que bon lui semble dans le budget de la caserne alors que l’état demande de financer de grosses réparations. Finalement les élus n'ont d'autre choix que de s’exécuter.
Dans la décennie 1870, avec la reforme de l'armée à la suite de la lourde défaite française lors de la guerre franco-allemande, l'armée est profondément réorganisée. La ville de Montélimar se trouve directement concernée puisqu'il est notamment stipulé que seules les villes dont le casernement peut loger un régiment conserveront leurs garnisons. La caserne de Montélimar doit alors être agrandie, ce qui sera fait en 1880.. Elle est ensuite intégrée au XIVe corps d'armée de Lyon et reçoit 4 bataillons. L'économie de ville de Montélimar en bénéficie.

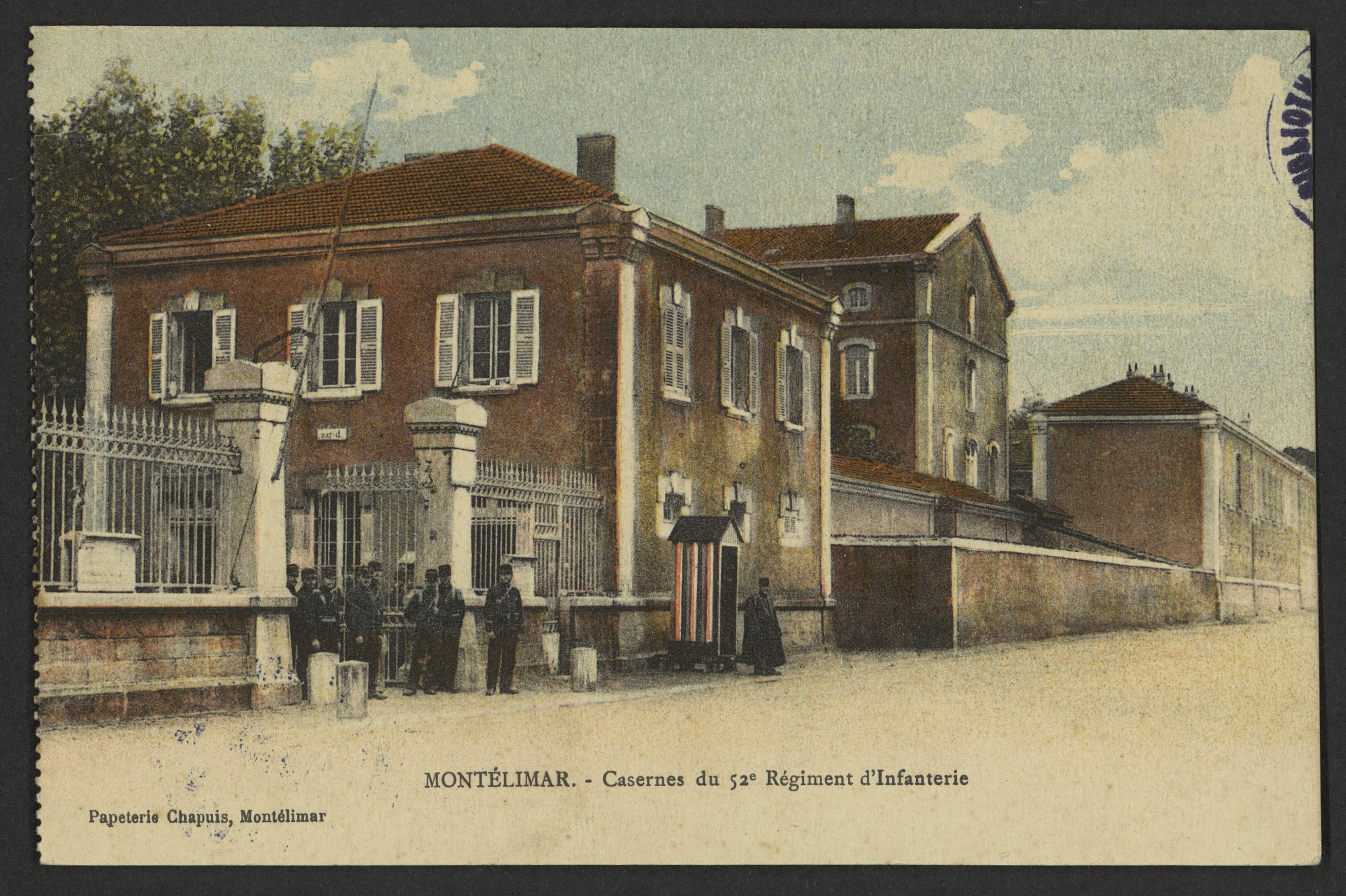
Caserne à l'époque du 52e Régiment.

Durant la première guerre mondiale,le 52e régiment, familier à la garnison et dont le recrutement est majoritairement local, quitte la ville le 5 et 6 août 1914, acclamé par la foule, en direction des Vosges, où il sera cité à l’ordre de l'armée pour sa bonne conduite au combat. La caserne de Montélimar est aussi le lieu de mobilisation du 252e RI (régiment de réserve) et du 111e Régiment Territorial (composé des mobilisés les plus âgés).
À partir de 1936 le 6e RTM qui occupait les lieux depuis 1928 après plusieurs campagnes dans le Rif et en Syrie est parti pour Montmédy et Verdun. La caserne alors vide accueille des réfugiés de la guerre d'Espagne.
Durant la Seconde guerre Mondiale le 28e RTT (Tirailleurs Tunisiens) partiellement logé a Montélimar part en août 1939 pour la guerre où il sera anéanti en mai 1940. Le 602e Groupe d’Infanterie de l’Air, en provenance d’Algérie, arrivé à la caserne depuis 1939, s’entraîne sur l’aérodrome de Montélimar-Ancône (juste à côté de la ville) jusqu'en 1940. A la même date est aussi accueille l'école militaire préparatoire d’Épinal, autorisée à quitter Niort en zone occupée où elle s’était repliée en 1939 (élève et personnel y étaient considérés comme prisonniers). Elle restera à la caserne Saint Martin jusqu'en 1946 avant d’être relocalisée à Aix en Provence et de devenir le Lycée militaire d'Aix.
Après guerre à partir de 1947 la caserne servira brièvement à la détention de prisonniers allemands. Puis en 1948 se posera la question de son avenir, le conseil municipal propose d'y créer un collège mais les habitants sont eux favorables à la création de logements. Finalement sous la municipalité de Louis Chancel en 1958 il est décidé que la caserne saint Martin retrouvera sa fonction initiale. En complément, rue Ducatez à Montélimar, sur le site d'une ancienne tannerie, qui fut utilisé comme lieu d’assignation à résidence entre 1939 et 1944, est entrepris la construction d'une extension : la caserne Chareton.
À partir de 1966, la caserne Saint-Martin devient pour trois décennies un centre de formation des transmetteurs. Les jeunes appelés du 45e régiment de transmissions, après leur premier mois de classes au camp de Donzère, à une quinzaine de kilomètres du sud de Montélimar, sont affectés pour deux mois à la caserne Saint-Martin pour compléter leur instruction militaire, leur apprentissage du langage Morse et des techniques de communications par radiotélégraphie. Ils y côtoient quotidiennement des engagés des troupes parachutistes, de la légion ou de l’infanterie de marine venus se former aux transmissions à Montélimar avant de retourner dans leur corps d’origine, tandis que les conscrits, quant à eux, seront ensuite affectés dans l’infanterie, les chasseurs-alpins ou resteront sur place pour quelques-uns. Logés dans le grand bâtiment central, ils suivent l’enseignement des pratiques de transmissions dans le bloc latéral ouest, perfectionnent leur maîtrise de l’ordre serré dans la vaste cour rectangulaire, et se livrent aux exercices physiques sur le terrain du pêcher, un espace attenant au bout du chemin longeant le grand portail d’entrée de la caserne et la soute à munitions.
Au début des années 1980, un plateau technique regroupant gymnase, atelier, garage, terrain sportif, etc. est aménagé au nord des principaux bâtiments, cela permet de regrouper l’ensemble des services, et d'abandonner la caserne de Chareton.
Ces travaux sont finalement inutiles puisque quelques années plus tard, en 1996 avec la fin de la conscription obligatoire, l'armée est réorganisée et de nombreuses casernes sont fermées, dont celle de Montélimar. En Juillet 2000 le 45e régiment de transmission fait ses adieux à la ville après 30 années de casernement.

### Intérêt des élus municipaux
Être une ville de garnison présente des avantages économiques. 2500 hommes casernés étaient autant de personnes qui venaient consommer en ville. Ce revenu non négligeable a régulièrement incité la municipalité à investir des sommes importantes et contracter des crédits exceptionnels (23 ans pour le plus long), pour rénover, agrandir la caserne et recevoir de nouveaux régiments.
Cette importance est illustrée par les luttes qu'ont mené les élus locaux, pour garder les troupes dans leur ville.
En 1885, alors que la caserne abritait quatre bataillons du 75e RI, la ville est informée que l'un d'eux doit quitter Montélimar pour Embrun. La réaction du conseil municipal est immédiate : il menace de sa démission si le ministre de la guerre ne revient pas sur sa décision. Ce dernier n’accédant pas à leur requête, le conseil municipal démissionne le 3 décembre 1885. Emile Loubet, alors maire de Montélimar, sénateur depuis peu, ancien député (et futur président de la république) semble jouer de ses influences,... Finalement, le 13 février 1886 le ministre de la guerre revient sur sa décision et le bataillon du 75e RI réintègre la caserne de Montélimar. Le conseil municipal retire sa démission, motivée uniquement par le départ du bataillon.
Au long du XXe siècle, la caserne sera quelques fois vidée de sa garnison notamment en 1925 et 1936. Les élus locaux, respectivement Mr Chancel et René Brunet (ce dernier étant député de la circonscription de Montélimar-Nyons) réclameront la réaffectation de troupes à la caserne Saint Martin.

## Reconversion et réhabilitation de la Caserne Saint Martin
En 2003 sous la houlette de Franck Reynier, maire de Montélimar, est votée l'acquisition de la caserne et de ses terrains pour 2,5 millions d'euros. La ville dispose alors de huit hectares et lance un appel à projet. Finalement, est retenu :
- La reconversion et réhabilitation des trois bâtiments principaux en forme de U. Dans la partie centrale est implantée la maison des services publics (archives, musée d'art contemporain et associations de la ville), dans les autres bâtiments sont installés l'office du tourisme et le siège d'entreprises[3]. Ces locaux sont jouxtés au sud par un Jardin des senteurs[11] surplombé de quelques créations d'art contemporain (dont l’œuvre signal de John M. Armleder[12] et La Drôme triomphante du sculpteur R.Toros).
- Le plateau technique quant à lui est reconverti en quartier résidentiel. Pour ce dernier presque toutes les infrastructures seront détruites, à l’exception du gymnase.

Les travaux commencent en 2005 et se terminent en 2010, donnant naissance au nouveau quartier Saint-Martin.

## Unités ayant stationné à la caserne
Le remplacement des unités se fait généralement en fin d'année.
- 1743 : Régiment de Gâtinais (1er régiment à stationner à la caserne st Martin)[4]
- 1873-1923 : une garnison d'infanterie, à la suite de la réorganisation[2]
- 1874 : Le 28e RI[2]
- 1874-75 : Le 99e RI[2]
- 1875-78 : Le 75e RI[6]
- 1878-82 : Le 96e RI[2]
- 1883-85 : le 22e RI
- 1886-87 : Le 75e RI[2]
- 1888-89 : Le 99e RI[2]
- 1890-99 : Le 22e RI[2]
- 1900-1914 : Le 52e RI[2]
- 1914-18 : Sert de dépôt au 52e ; 252e et 111e au 30e BCA (bataillon de Chasseurs Alpins) / 1er Régiment étranger.
- 1919-23 : Le 52e RI (dissous en 1923)[2]
- 1923 - 1940 Garnison Coloniale[2]
- 1923-25 : 52e RI de Tirailleurs Algériens[2]
- 1927-28 : Le 52e Bataillon de Mitrailleurs indigène coloniaux[3]
- 1923-36 : Le 66e RTM (tirailleurs Marocain) rebaptisé 6e RTM en 1936[2].
- 1936-38 : La caserne reste vide[3].
- 1938-39 : Un bataillon du 28e RTT (Tirailleurs Tunisiens). Décimé en 1939[2]
- 1939-40 : Le 602e groupe d'infanterie de l'air[2].
- 1940-46 : L'école Militaire préparatoire d’Épinal
- 1953-64 : Accueille le centre de mobilisation no 82  (chargé de l'incorporation des recrues)[3]
- 1953-66 : Dans le même temps est créé Le centre d'instruction des transmission no 88. Les opérateurs formés partiront pour la guerre d'Algérie[2].
- 1966-2000 : Le centre d’instruction des transmission no 88 devient le 45e Régiment de transmission (45e RT) qui sera après la fin de la conscription obligatoire, le dernier régiment à occuper la caserne[3].